# 北海道どさんこプラザ

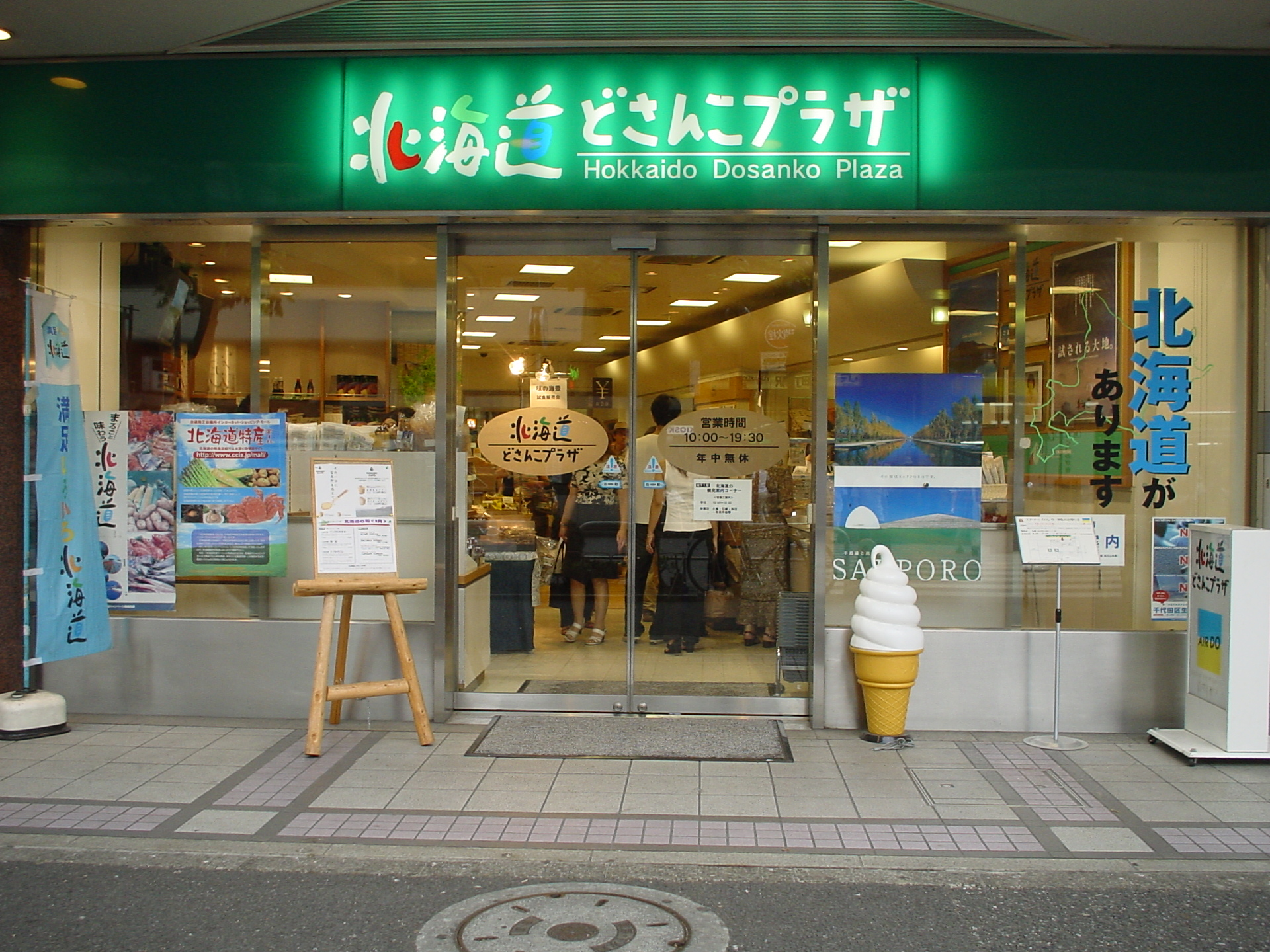
北海道どさんこプラザ有楽町店（2004年8月）

北海道どさんこプラザ（ほっかいどうどさんこプラザ）は、北海道が開設するアンテナショップである。

## 概要
道産品、特に食品・土産品を中心とした品揃えであり、管理運営は北海道に拠点を持つ企業が道から委託を受けている。店舗によっては飲食スペースが併設されており、店内で道産品を食べることが可能となっている。
自治体のアンテナショップとしての人気はトップクラスで、関東の旗艦店である有楽町店は2020年度の売上及び来店客数ともに全国の自治体アンテナショップで首位であった。

## 沿革
- 2005年（平成17年）
  - 7月：管理運営業務受託者が北海道フードフロンティアに決定。
  - 10月：北海道フードフロンティアに管理運営業務が移管。
- 2008年（平成20年）2月20日：管理運営業務受託者が丸井今井（現・札幌丸井三越）となる。
- 2015年（平成27年）11月：シンガポールに海外初出店[5]。
- 2016年（平成28年）5月1日：北海道虻田郡倶知安町に倶知安サテライト店を開店（期間限定出店から常設化）[6]。
- 2018年（平成30年）6月：東京都武蔵野市に吉祥寺店を開店[3]。
- 2020年（令和2年）7月15日：北海道函館市に湯川サテライト店を開店[7]。
- 2021年（令和3年）
  - 6月10日：羽田空港第1ターミナルに出店[1]。
  - 9月15日：あべのハルカス近鉄本店に関西初出店[4]。
- 2022年（令和4年）4月：東京都町田市（町田東急ツインズ内）に出店[8]。

## 店舗
北海道
- 札幌店（北海道札幌市北区、JR札幌駅・北海道さっぽろ「食と観光」情報館内）
  - サテライトショップ コープさっぽろ倶知安店（北海道虻田郡倶知安町）
  - サテライトショップ コープさっぽろ湯川店（北海道函館市）
  - サテライトショップ コープさっぽろかしわ店（北海道帯広市）
  - サテライトショップ コープさっぽろ東光店（北海道旭川市）
  - サテライトショップ コープさっぽろあばしり店（北海道網走市）

東北
- 仙台店（宮城県仙台市青葉区、錦章堂ビル1階）

関東
- 有楽町店（東京都千代田区、東京交通会館1階）
- 池袋店（ 東京都豊島区、池袋ショッピングパーク北館地下1階）
- 吉祥寺店（東京都武蔵野市、東急百貨店吉祥寺店3階）
- 羽田空港店（東京都大田区、羽田空港第1ターミナル2階）
- さいたま新都心店（埼玉県さいたま市大宮区、コクーン2 1階）
- 町田店（東京都町田市、町田東急ツインズイースト1階）
- 海老名店（神奈川県海老名市、ViNA GARDENS PERCH 3階）
- 新宿店（東京都新宿区、新宿サブナード）

中部
- 名古屋店（愛知県名古屋市中村区、名鉄百貨店メンズ館地下1階）

近畿
- あべのハルカス店（大阪府大阪市阿倍野区、近鉄百貨店あべのハルカス近鉄本店タワー館2階）
- 奈良店（奈良県奈良市、近鉄百貨店奈良店2階）

海外
- シンガポール1号店（シンガポール）
- シンガポール2号店（シンガポール、グレートワールドシティ明治屋併設）
- バンコク店（タイ）

その他
- オンラインショップ（楽天市場内）